# Lothar Neumann
Lothar Neumann (ur. 6 marca 1891 w Głubczycach, zm. 24 lipca 1963 w Hanowerze) – niemiecki architekt modernistyczny i urzędnik nadzoru budowlanego działający przed końcem II wojny światowej we Wrocławiu, następnie w Hanowerze.

## Życiorys
Był synem naczelnego lekarza powiatu głubczyckiego. W swoim rodzinnym mieście ukończył gimnazjum humanistyczne, a następnie po maturze w roku 1911 kontynuując rodzinne tradycje rozpoczął studia medyczne w Uniwersytecie Wrocławskim. Przerwał je jednak po dwóch semestrach nauki. Przeniósł się następnie do Gdańska, gdzie na tamtejszej politechnice zaczął studiować architekturę. Naukę przerwał wybuch I wojny światowej i powołanie do armii. W czasie wojny walczył na froncie wschodnim, gdzie w roku 1915 dostał się do niewoli rosyjskiej. Po zwolnieniu z niej kontynuował studiowanie architektury na politechnice w Monachium, gdzie jesienią 1918 r. uzyskał dyplom.
Po kilku latach pracy w charakterze niższego urzędnika nadzoru budowlanego w Bawarii oraz wolnego architekta w Berlinie przenosi się w roku 1925 do Wrocławia, gdzie otrzymał posadę radcy budowlanego okręgowej dyrekcji poczty w prowincji śląskiej. We Wrocławiu pracował niemalże do końca II wojny światowej. Jego praca na stanowisku radcy budowlanego wiązała się z projektowaniem najważniejszych obiektów jakie planował wybudować zarząd poczty w okręgu wrocławskim. Opiniował i zatwierdzał także projekty innych architektów. Najważniejszym dziełem, jakie wykonał w stolicy prowincji śląskiej, a zarazem najważniejszym dziełem jego życia był budynek poczty czekowej przy ul. Krasińskiego. Wielki gmach w centrum miasta o długości 142 m z wieżą wysokości 43 m jest ucieleśnieniem idei byłego miejskiego radcy budowlanego Maksa Berga planującego kilka lat wcześniej budowę drapaczy chmur w centrum miasta, jest też do dziś jednym z najbardziej wyrazistych przykładów międzywojennego ekspresjonizmu we Wrocławiu. 
Neumann opuścił Wrocław tuż przed końcem wojny i wyjechał na zachód Rzeszy, gdzie trafił do niewoli amerykańskiej. Po zwolnieniu z niewoli osiadł w Hanowerze, gdzie od roku 1949 pracował na podobnym stanowisku co we Wrocławiu – radcy budowlanego poczty.